# Free Throw
『Free Throw』（フリー・スロウ）は、Syrup16gのインディーズ1枚目にリリースされたアルバム。

## 解説
- Syrup16gの初のアルバムである。
- ブックレットには親交のあるBUMP OF CHICKENの藤原と直井が写っている。
- 長らく廃盤となっていたが2010年10月27日に3曲のボーナス・トラックが追加され紙ジャケで再発された。

## 収録曲
1. 翌日
アルバム「delaydead」に収録されている同名の曲の初期バージョン。
2. Sonic Disorder
JSportsで放送している2009年のツールドフランスのCMで、このアルバムヴァージョンが使用されている。
3. Honolulu★Rock
この曲のみ、現在リリースされている全てのアルバム、シングルに収録されていない為、現在はレアトラックとなっている。ライブ演奏も他の曲が比較的セットリスト入りするのに対して、本曲は2001年を最後に演奏されていなかったが、再結成後の2019年の【SCAM:SPAM】ツアーで18年ぶりにセットリストに加えられた。
4. 明日を落としても
初期バージョンはギターの音が歪んでおらず、クリアな曲となっている。
5. 真空
初期はイントロ部分が違っている。
6. You Say 'No'
ボーナス・トラック。
7. 向日葵
ボーナス・トラック。
8. 愛と理非道
ボーナス・トラック。